# Frank Ozimek
Frank Ozimek (* 1976 in Eilenburg) ist ein deutscher Sänger (Bariton).